# Skupienie (psychologia)
Skupienie (ang. focus) - proces myślowy polegający na błyskawicznym zogniskowaniu świadomości na określonym bodźcu, myśli, przedmiocie. Przedstawiając ten proces sytuacyjnie można porównać skupienie z pierwszym zachwytem lub przerażeniem. W dalszym etapie skupienie może być naturalnie puszczane i wkrótce zastąpione przez inne skupienie lub utrzymywane przez koncentrację i np. poddawane kontemplacji. 

Skupienie jako zjawisko może również następować samoistnie, bez wyraźniej, uświadomionej woli człowieka, podczas percepcji określonego zjawiska lub prowadzenia określonego działania.